# Union Sportive Saint-Malo
La Unión Deportiva Saint-Malo es un equipo de fútbol de Francia que milita en el Championnat National 2, la cuarta liga de fútbol más importante del país.

## Historia
Fue fundado en el año 1902 en la ciudad de Saint-Malo, y toda su historia la ha pasado en las divisiones amateur de Francia, donde nunca han jugado en el Championnat National. Juega en la CFA desde la temporada 2011/12.

## Jugadores

### Jugadores destacados
- Jean Grumellon
- Maxime Le Marchand
- Ferenc Hirzer
- Alex Thépot